# JTB理论
JTB理论（Justified true belief）是知识论中对知识的一种定义，认为知识是“确证的真信念”。具体来说，是指当且仅当下面三个条件得到满足时，“S知道P”这一命题才得以成立：
1. P为真；
2. S相信P为真；
3. S确证地或有理由相信P为真。

对于知识定义的这一理论受到了来自葛梯尔问题的反驳，其中提出即便上述三要素都得到满足，在某些情况下仍不能说“S知道P”。 对此，罗伯特·诺齐克提出了“真理追踪”（truth-tracking），认为只要合理地阐明“确证”的意义，就能够化解葛梯尔的反驳。他保留了原先JTB理论中的前两个条件，并将第三个“确证”条件改为“如果P为非真，S就不相信P；如果P为真，S就相信P”。